# Bank of Yokohama (gratte-ciel)
La Bank of Yokohama est un gratte-ciel situé dans la ville du même nom. Il a été construit en 1993 et mesure 153 mètres pour 28 étages. Il abrite le quartier général de la Bank of Yokohama.